# Confederation of Regions Party of Canada
Le Confederation of Regions Party (CoR) est un ancien parti politique canadien fondé en 1984 par Elmer Knutson. Sa création suit la dissolution du Western Canada Federation (West-Fed), une organisation non-partisane, dont le but était de contrer le Parti libéral du Canada et de lutter contre le bilinguisme officiel. Il fut créé, entre autres, pour combler le vide à droite créé par la mort du Parti du Crédit social et le déclin du Parti progressiste-conservateur de Brian Mulroney.

## Résultats
Aux élections fédérales de 1988, le parti présenta 55 candidats et reçut 65 655 votes, (0,52 % du vote populaire canadien). Le Parti obtint 2,2 % en Alberta et 6,7 % au Manitoba.
À l'élection suivante, en 1988, 51 candidats obtinrent 41 342 votes, (0,31 % des votes). 
La plus grande percée du parti fut au Nouveau-Brunswick, où le parti reçut le statut d'opposition officielle entre l'élection provinciale de 1991 et celle de 1995.

## Dissolution
À sa dissolution, plusieurs de ses membres joignirent le Reform Party.